# Sertralină
Sertralina (cu denumirea comercială Zoloft) este un medicament antidepresiv din clasa inhibitorilor selectivi ai recaptării serotoninei (ISRS), fiind utilizat în tratamentul tulburării depresive majore, tulburării obsesiv-compulsive, tulburărilor de panică, fobiei sociale și al sindromului de stres posttraumatic.Calea de administrare disponibilă este cea orală.
Se află pe lista medicamentelor esențiale ale Organizației Mondiale a Sănătății. Este disponibil sub formă de medicament generic.